# Ahmed Javad
Ahmad Javad (en azéri: Əhməd Məhəmmədəli oğlu Cavad; 5 mai 1892 - 13 octobre 1937), poète azerbaïdjanais, est surtout connu pour les paroles de l'hymne national de l'Azerbaïdjan pendant la République Démocratique d'Azerbaïdjan entre 1918 et 1920, et en vigueur depuis 1991, et le poème “Çırpınırdı Qaradəniz”.

## Biographie
Ahmad Javad Akhundzade est né le 5 mai 1892, dans le village Seyfali du rayon Shamkir. Il fait son apprentissage primaire à la maison, en apprenant le turc, le persan, l'arabe et la littérature orientale. En 1912 il  obtient son diplôme du séminaire religieux de Ganja et travaille comme enseignant et participe à la vie littéraire et sociopolitique de la ville.
Pendant la guerre des Balkans, il combat aux côtés de la Turquie dans le cadre du "détachement caucasien de volontaires". En tant que membre de la Charity Society, il aide des orphelins et des réfugiés à Kars, Erzurum et dans d'autres villes.

### Activité littéraire et culturelle
En 1916, un recueil de poèmes d'Ahmad Javad "Goshma" et en 1919, "Dalga" (Vague) voit le jour. L'activité d'Ahmad Javad, qui était célèbre comme poète de l'indépendance, est liée à Mammed Amin Rasulzade. Sur proposition de Rasulzade, le poète rejoint le parti "Musavat". Le sommet de la poésie du poète est lié à la République Démocratique d'Azerbaïdjan. Ahmad Javad se félicité de la déclaration d'ADR dans le poème "Azerbaïdjan, Azerbaïdjan!". Il glorifie le drapeau tricolore de l'Azerbaïdjan dans le poème "Au drapeau de l'Azerbaïdjan". Après la déclaration de l'ADR, le poète continué à enseigner et aide le ministre d'ADR-Nasib bey Yusifbeyli dans l'illumination de la sphère culturelle. Il participé activement à la création de l'Université d'Azerbaïdjan. Dans le poème "O, soldat!" il glorifie l'armée turque, qui vient en aide au peuple azerbaïdjanais en 1918.

### Parcours pédagogique
Après l'établissement de l'autorité soviétique, Ahmad Javad poursuit son activité pédagogique. En 1920, il est directeur d'école et professeur de langues russe et azerbaïdjanaise dans le village de Khulug à Gusar, mais de 1920 à 1922, il devient directeur de la branche de l'éducation publique du rayon de Quba.
En 1922–1927, il étudie l'histoire et la philologie à l'Institut pédagogique d'Azerbaïdjan, et enseigne simultanément à l'école technique nommée d'après Nariman Narimanov.
En 1924–1926, il est secrétaire principal de l'Union des écrivains soviétiques d'Azerbaïdjan. En 1925, Ahmad Javad est arrêté pour le poème "Geuygeul".
En 1930, il s'installe à Gandja. De 1930 à 1933, il est professeur agrégé et directeur de la chaire de langues russe et azerbaïdjanaise à l'Institut agricole de Ganja. En 1933, Ahmad Javad reçoit le titre de professeur. Ensuite, il dirige le département littéraire du Théâtre Dramatique de Gandja.

### Retour à Bakou
En 1934, Ahmad Javad retourne à Bakou où il travaille comme rédacteur de la maison d'édition "Azernachr". En 1935–1936, il dirige le département des films documentaires au studio de cinéma "Azerbaijanfilm". En mars 1937, Ahmad Javad reçoit le premier prime pour la traduction en azerbaïdjanais de "Le chevalier en peau de tigre" de Shota Rustaveli. Ahmad Javad traduit en azerbaïdjanais les poèmes de Pushkin, M. Gorky's "Enfance", la prose de I.Turgenev,  "Othello" de W. Shakespeare,  "Gargantua et Pantagruel" de F. Rabelais.

### Arrestation
Le 13 octobre 1937 il est arrêté par le régime soviétique et exécuté, accusé d'avoir tenté d'insuffler l'esprit de nationalisme et d'indépendance Musavat dans les jeunes Azerbaïdjanais.